# Montardit
Montardit település Franciaországban, Ariège megyében. Lakosainak száma 223 fő (2022. január 1.). Montardit Contrazy, Gajan, Lasserre, Mérigon és Montjoie-en-Couserans községekkel határos.

## Népesség
A település népességének változása:
| Lakosok száma | 202  | 163  | 135  | 178  | 193  | 189  | 190  | 207  | 216  | 223  |
|               | 1968 | 1982 | 1990 | 2006 | 2013 | 2015 | 2017 | 2019 | 2020 | 2022 |